# Lethus oresterus
Lethus oresterus är en insektsart som beskrevs av Rehn, J.A.G. och J.W.H. Rehn 1934. Lethus oresterus ingår i släktet Lethus och familjen Episactidae. Inga underarter finns listade i Catalogue of Life.